# Institut Gustave Roussy

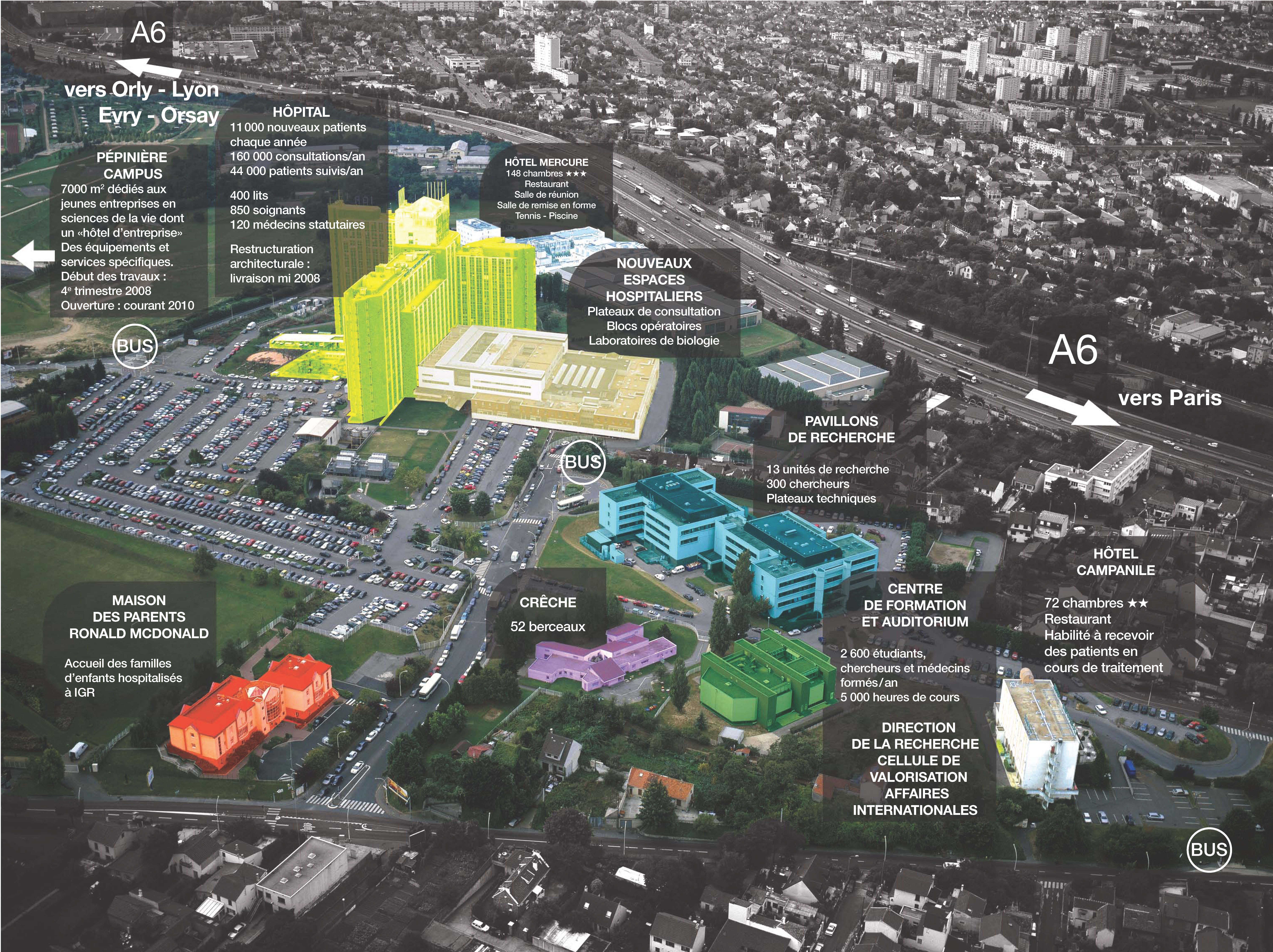
Institut Gustave Roussy

Institut Gustave Roussy este unul dintre cele mai importante centre de cercetare oncologică la nivel internațional și unul dintre cele mai importante centre clinice oncologice europene. Institutul oferă asistență medicală, participă la predare și dezvoltă proiecte de cercetare pe diferite tipuri de tumori.
Este situat în Villejuif, la sud de Paris, Franța. Centrul a fost numit după neuropatologul elvețian-francez Gustave Roussy.
Gustave-Rousy este un centru lider pentru tratament oncologic, cercetare și predare la scară europeană.